# Società Sportiva Barletta 1980-1981
Questa voce raccoglie le informazioni riguardanti la Società Sportiva Barletta nelle competizioni ufficiali della stagione 1980-1981.

## Stagione
La Società Sportiva Barletta alla fine della stagione si classifica al quinto posto e mantiene la categoria.

## Organigramma societario
Area direttiva
- Presidente: Francesco Francavilla

Area organizzativa
- Segretario: Nicola Stellatelli

Area tecnica
- Allenatore: Mario Trebbi poi Savino Parente
- Allenatore in seconda:

Area medica
- Medico sociale: Vito Lattanzio

## Rosa
| N. |                   | Ruolo | Calciatore            |
| -- | ----------------- | ----- | --------------------- |
|    | Italia (bandiera) | P     | Rosario D'Alessandro  |
|    | Italia (bandiera) | P     | Liseo Filadi          |
|    | Italia (bandiera) | P     | Isidoro Gerundini     |
|    | Italia (bandiera) | P     | Giacinto Terlizzi     |
|    | Italia (bandiera) | D     | Angelo Aroldi         |
|    | Italia (bandiera) | D     | Giovanni Biasio       |
|    | Italia (bandiera) | D     | Michele De Ruggiero   |
|    | Italia (bandiera) | D     | Emanuele Di Benedetto |
|    | Italia (bandiera) | D     | Vincenzo Di Rella     |
|    | Italia (bandiera) | D     | Paolo Ferla           |
|    | Italia (bandiera) | D     | Domenico La Mura      |
|    | Italia (bandiera) | D     | Amelio Puce           |
|    | Italia (bandiera) | D     | Michele Scommegna     |
|    | Italia (bandiera) | D     | Luigi Sifanno         |

| N. |                   | Ruolo | Calciatore          |
| -- | ----------------- | ----- | ------------------- |
|    | Italia (bandiera) | D     | Domenico Tanzi      |
|    | Italia (bandiera) | C     | Giorgio Barichello  |
|    | Italia (bandiera) | C     | Paolo Cariati       |
|    | Italia (bandiera) | C     | Domenico Ferrante   |
|    | Italia (bandiera) | C     | Fausto Inselvini    |
|    | Italia (bandiera) | C     | Franco Merafina     |
|    | Italia (bandiera) | C     | Michele Petruzzelli |
|    | Italia (bandiera) | C     | Tersigni            |
|    | Italia (bandiera) | A     | Michele Binetti     |
|    | Italia (bandiera) | A     | Salvatore Cascella  |
|    | Italia (bandiera) | A     | Ivo Perissinotto    |
|    | Italia (bandiera) | A     | Cosimo Pistillo     |
|    | Italia (bandiera) | A     | Giovanni Romita     |
|    | Italia (bandiera) | A     | Antonio Rondon      |

## Risultati

### Serie C2 girone D

#### Girone di andata
| Barletta 28 settembre 1980 1ª giornata | Barletta | 2 – 0 | Nuova Igea | Stadio Comunale |

| Ragusa 5 ottobre 1980 2ª giornata | Ragusa | 0 – 0 | Barletta | Stadio Selvaggio |

| Barletta 12 ottobre 1980 3ª giornata | Barletta | 0 – 0 | Marsala | Stadio Comunale |

| Sorrento 19 ottobre 1980 4ª giornata     | Sorrento  | 0 – 1  | Barletta | Stadio Italia |
| \| \| \| \| \| \| Marcatori \| Rondon \| |           |        |          |               |
|                                          |           |        |          |               |
|                                          | Marcatori | Rondon |          |               |

| Monopoli 26 ottobre 1980 5ª giornata | Monopoli | 1 – 2 | Barletta | Stadio Vito Simone Veneziani |

| Barletta 2 novembre 1980 6ª giornata | Barletta | 1 – 0 | Campania | Stadio Comunale |

| Casarano 9 novembre 1980 7ª giornata | Virtus Casarano | 2 – 0 | Barletta | Stadio Giuseppe Capozza |

| Barletta 16 novembre 1980 8ª giornata                          | Barletta  | 1 – 1 referto    | Potenza | Stadio Comunale |
| \| \| \| \| \| La Mura 87’ \| Marcatori \| 16’ Squicciarini \| |           |                  |         |                 |
|                                                                |           |                  |         |                 |
| La Mura 87’                                                    | Marcatori | 16’ Squicciarini |         |                 |

| Alcamo 23 novembre 1980 9ª giornata | Alcamo | 2 – 0 | Barletta | Stadio Lelio Catella |

| Barletta 30 novembre 1980 10ª giornata | Barletta | 3 – 0 | Palmese | Stadio Comunale |

| Squinzano 7 dicembre 1980 11ª giornata | Squinzano | 2 – 0 | Barletta | Stadio Comunale |

| Barletta 14 dicembre 1980 12ª giornata | Barletta | 2 – 1 | Frattese | Stadio Comunale |

| Barletta 21 dicembre 1980 13ª giornata | Barletta | 1 – 1 | Messina | Stadio Comunale |

| Castellammare di Stabia 4 gennaio 1981 14ª giornata | Juve Stabia | 0 – 0 | Barletta | Stadio San Marco |

| Barletta 11 gennaio 1981 15ª giornata | Barletta | 1 – 0 | Martina | Stadio Comunale |

| Brindisi 18 gennaio 1981 16ª giornata | Brindisi | 3 – 1 | Barletta | Stadio Franco Fanuzzi |

| Arbitro: | Cesca (Udine) |

|                        |           |  |
| Rondon 46’ Cariati 57’ | Marcatori |  |

#### Girone di ritorno
| Barcellona Pozzo di Gotto 1º febbraio 1981 18ª giornata | Nuova Igea | 1 – 1 | Barletta | Stadio Carlo Stagno d'Alcontres |

| Barletta 8 febbraio 1981 19ª giornata | Barletta | 3 – 0 | Ragusa | Stadio Comunale |

| Marsala 15 febbraio 1981 20ª giornata | Marsala | 2 – 1 | Barletta | Stadio Antonino Lombardo Angotta |

| Barletta 23 febbraio 1981 21ª giornata | Barletta | 1 – 1 | Sorrento | Stadio Comunale |

| Barletta 2 marzo 1981 22ª giornata | Barletta | 1 – 0 | Monopoli | Stadio Comunale |

| Pozzuoli 9 marzo 1981 23ª giornata | Campania | 2 – 1 | Barletta | Stadio Domenico Conte |

| Barletta 16 marzo 1981 24ª giornata | Barletta | 2 – 0 | Virtus Casarano | Stadio Comunale |

| Potenza 30 marzo 1981 25ª giornata                                              | Potenza   | 3 – 0 referto | Barletta | Stadio Alfredo Viviani |
| \| \| \| \| \| Scarpa 12’ Rondon 25’ (aut.) Squicciarini 74’ \| Marcatori \| \| |           |               |          |                        |
|                                                                                 |           |               |          |                        |
| Scarpa 12’ Rondon 25’ (aut.) Squicciarini 74’                                   | Marcatori |               |          |                        |

| Barletta 5 aprile 1981 26ª giornata | Barletta | 1 – 0 | Alcamo | Stadio Comunale |

| Palma Campania 12 aprile 1981 27ª giornata | Palmese | 2 – 0 | Barletta | Stadio Comunale |

| Barletta 26 aprile 1981 28ª giornata | Barletta | 1 – 0 | Squinzano | Stadio Comunale |

| Frattamaggiore 3 maggio 1981 29ª giornata | Frattese | 1 – 0 | Barletta | Stadio Pasquale Ianniello |

| Messina 10 maggio 1981 30ª giornata | Messina | 3 – 2 | Barletta | Stadio Giovanni Celeste |

| Barletta 17 maggio 1981 31ª giornata | Barletta | 1 – 1 | Juve Stabia | Stadio Comunale |

| Martina Franca 24 maggio 1981 32ª giornata | Martina | 2 – 0 | Barletta | Stadio Giuseppe Domenico Tursi |

| Barletta 31 maggio 1981 33ª giornata | Barletta | 3 – 1 | Brindisi | Stadio Comunale |

| Torre Annunziata 7 giugno 1981 34ª giornata | Savoia                | 0 – 0 | Barletta | Stadio Comunale\| Arbitro: \| Andreozzi (Frosinone) \| |
| Arbitro:                                    | Andreozzi (Frosinone) |       |          |                                                        |

### Coppa Italia Semiprofessionisti

#### Girone 32
| Monopoli 31 agosto 1980 2ª giornata | Monopoli | 0 – 0 | Barletta | Stadio Vito Simone Veneziani |

| Barletta 3 settembre 1980 3ª giornata | Barletta | 1 – 2 | Martina | Stadio Comunale |

| Barletta 14 settembre 1980 5ª giornata | Barletta | 3 – 0 | Monopoli | Stadio Comunale |

| Martina Franca 21 settembre 1980 6ª giornata | Martina | 4 – 0 | Barletta | Stadio Giuseppe Domenico Tursi |

## Statistiche

### Statistiche di squadra
| Competizione           | Punti | In casa | In casa | In casa | In casa | In casa | In casa | In trasferta | In trasferta | In trasferta | In trasferta | In trasferta | In trasferta | Totale | Totale | Totale | Totale | Totale | Totale | DR |
| Competizione           | Punti | G       | V       | N       | P       | Gf      | Gs      | G            | V            | N            | P            | Gf           | Gs           | G      | V      | N      | P      | Gf     | Gs     | DR |
| ---------------------- | ----- | ------- | ------- | ------- | ------- | ------- | ------- | ------------ | ------------ | ------------ | ------------ | ------------ | ------------ | ------ | ------ | ------ | ------ | ------ | ------ | -- |
| Serie C2               | 37    | 17      | 12      | 5       | 0       | 26      | 6       | 17           | 2            | 4            | 11           | 9            | 26           | 34     | 14     | 9      | 11     | 35     | 32     | +3 |
| Coppa Italia Semiprof. | 3     | 2       | 1       | 0       | 1       | 4       | 2       | 2            | 0            | 1            | 1            | 0            | 4            | 4      | 1      | 1      | 2      | 4      | 6      | -2 |
| Totale                 | 40    | 19      | 13      | 5       | 1       | 30      | 8       | 19           | 2            | 5            | 12           | 9            | 30           | 38     | 15     | 10     | 13     | 39     | 38     | +1 |

### Statistiche dei giocatori
| Giocatore       | Serie C2 | Serie C2 | Coppa Italia Semiprofessionisti | Coppa Italia Semiprofessionisti | Totale   | Totale |
| Giocatore       | Presenze | Reti     | Presenze                        | Reti                            | Presenze | Reti   |
| --------------- | -------- | -------- | ------------------------------- | ------------------------------- | -------- | ------ |
| A. Aroldi       | 5        | 0        | ?                               | ?                               | 5+       | 0+     |
| G. Barichello   | 5        | 0        | ?                               | ?                               | 5+       | 0+     |
| G. Biasio       | 29       | 0        | ?                               | ?                               | 29+      | 0+     |
| M. Binetti      | 23       | 1        | ?                               | ?                               | 23+      | 1+     |
| P. Cariati      | 29       | 3        | ?                               | ?                               | 29+      | 3+     |
| S. Cascella     | 21       | 0        | ?                               | ?                               | 21+      | 0+     |
| R. D'Alessandro | 11       | - 11     | ?                               | ?                               | 11+      | 0+     |
| M. De Ruggiero  | 2        | 0        | ?                               | ?                               | 2+       | 0+     |
| E. Di Benedetto | 33       | 0        | ?                               | ?                               | 33+      | 0+     |
| V. Di Rella     | 1        | 0        | ?                               | ?                               | 1+       | 0+     |
| P. Ferla        | 3        | 0        | ?                               | ?                               | 3+       | 0+     |
| D. Ferrante     | 3        | 0        | ?                               | ?                               | 3+       | 0+     |
| L. Filadi       | 14       | - 10     | ?                               | ?                               | 14+      | 0+     |
| I. Gerundini    | 9        | - 11     | ?                               | ?                               | 9+       | 0+     |
| F. Inselvini    | 29       | 1        | ?                               | ?                               | 29+      | 1+     |
| D. La Mura      | 33       | 4        | ?                               | ?                               | 33+      | 4+     |
| F. Merafina     | 27       | 1        | ?                               | ?                               | 27+      | 1+     |
| I. Perissinotto | 33       | 11       | ?                               | ?                               | 33+      | 11+    |
| M. Petruzzelli  | 8        | 0        | ?                               | ?                               | 8+       | 0+     |
| C. Pistillo     | 13       | 2        | ?                               | ?                               | 13+      | 2+     |
| A. Puce         | 11       | 0        | ?                               | ?                               | 11+      | 0+     |
| G. Romita       | 4        | 1        | ?                               | ?                               | 4+       | 1+     |
| A. Rondon       | 31       | 11       | ?                               | ?                               | 31+      | 11+    |
| M. Scommegna    | 1        | 0        | ?                               | ?                               | 1+       | 0+     |
| L. Sifanno      | ?        | 0        | ?                               | ?                               | ?        | 0+     |
| D. Tanzi        | 32       | 0        | ?                               | ?                               | 32+      | 0+     |
| G. Terlizzi     | ?        | 0        | ?                               | ?                               | ?        | 0+     |
| Tersigni        | 1        | 0        | ?                               | ?                               | 1+       | 0+     |